# Војска (тврђава)
Војска је тврђава која се налази 15 km северно од Јагодине. На основу остатака се претпоставља да је локалитет коришћен још у античко доба. Данас су од утврђења опстали само темељи.